# Бігдан Ігор Миколайович
І́гор Микола́йович Бігдан (відомий як Ібігдан або Ibigdan, нар. 19 березня 1974, Горішні Плавні) — блогер, певний час був лідером рейтингу російського ЖЖ. Живе в Кременчуці Полтавської області. За освітою програміст.

## Життєпис
Закінчив КДПУ ім. Остроградського за спеціальністю «Автоматизовані системи управління». Під час роботи програмістом завів блог.
- 2010 — блог вийшов у топ рунету й укрнету.
- На грудень 2016 року посідав № 5 у рейтингу найпопулярніших блогерів російського ЖЖ[1]
- З 2012 був директором ЖЖ-Україна, займався популяризацією місцевих блогерів, розвитком ресурсу в регіоні та комерційною складовою
- 2014 — покинув посаду директора ЖЖ-Україна через окупацію Росією Криму та Донбасу.
- 2021 — виступив проти правопису версії 2019 року[2].

## Блог
З 2005 року веде в ЖЖ російськомовний блог «Самый сок», прибутки отримує від реклами. До цього 15 років працював програмістом. Ігор збирав цікавинки в інтернеті (зображення, відео тощо) і розсилав друзям. Згодом він створив сайт, щоб викладати це все туди. З часом аудиторія сайту виросла до кількох мільйонів користувачів на місяць. Ігор заявляє, що не витратив на розкрутку сайту ні копійки, це його принципова позиція.
2010 року сайт Ігоря посів перше місце в рейтингу блогів Яндексу, з цього приводу делегація російської аґенції «РИА Новости» прилетіла до Кременчука взяти в нього інтерв'ю і зробити фотосесію.
Згодом Ігор запросив на роботу двох колег, які допомагають йому вести блог. Це дозволило вивільнити час на мандрівки світом і додати тревел-контент у формат блога. З 2013 року активно подорожує Україною і займається пропагандою внутрішньоукраїнського туризму.
2012 року LiveJournal запропонував Ігорю очолити український сегмент блогів, тож він тимчасово передав свій блог у довірче управління для того, щоб сконцентруватись на цій роботі.
Ігор часто подорожує Україною, пише про це туристичні огляди, над блогом працює один, витрачаючи на це 12-14 годин щодня. Бігдан любить туризм і розглядає його як можливу заміну веденню блогу в майбутньому. На кінець 2016 року блог Ігоря мав до 5 млн переглядів щомісяця.
Після вторгнення Росії 24 лютого 2022 Бігдан закрив блог у ЖЖ. Він частково переїхав у Фейсбук. 
У листопаді 2022 Фейсбук слідом за блогом Бабченка видалив блог Бігдана.

## Політичні погляди
2014 року, після окупації Росією Криму і Донбасу, Ігор зайняв чітку проукраїнську позицію. Тоді московське керівництво СУП-медіа (власник ЖЖ — російський олігарх Олександр Мамут) поставило йому ультиматум: займатись самоцензурою і не писати на політичні теми, або звільнитись з компанії. Ігор вибрав останнє, водночас відмовившись від російських рекламодавців. Через це прибутки його сайту різко скоротились, тож з того часу він займається розвитком проекту самостійно.
Окрім того, Ігор також змінив направленість блогу і все більше писав про політику, а не лише про розваги. За словами Ігоря, аудиторія після цього також змінилась, так розважальні пости вже не мають стільки уваги і обговорень, як політичні.
Після висловлювання позиції щодо політики, відвідуваність блогу змінилась, за 2016 рік майже 50 % читачів прийшло з України і 31 % — з Росії. До війни ситуація була протилежною, більшість читачів приходила з Росії.
У 2018 вступив у партію Демократична Сокира.

## Критика і злам
- Коли Бігдан займав перші місця в рейтингах ЖЖ, було багато спроб зламати його блог. 21 березня 2010 року відомий хакер Хелл зламав блоґ Бігдана, написавши при цьому купу лайливих слів і образ на адресу хазяїна блогу, запустивши бота, що повидаляв записи з 2006 по 22 березня 2010 р. і розблокував усіх заблокованих. Також Хелл отримав доступ і до електронної пошти Бігдана і змінив пароль для входу. Адміністрація ЖЖ закрила за проханням власника доступ до блоґу, після чого він втратив лідируючі позиції в рейтингах. Лише після звернення до американської служби адміністрування сервісу ЖЖ, блоґ було відновлено.[6]
- Аґенція Українські новини звинувачувала Ігоря в публікації платних постів на користь Кремля, посилаючись на свідчення Антона Носика.[7] Щоправда, сам Ігор пояснив цю ситуацію по-іншому: після викриття співпраці блогера Варламова із Кремлем, Ігор пояснив, що ніколи не публікував постів, що не збігалися б з його точкою зору, а також що більше не братиметься за платні пости про політику, і що не очікував подібного нахабства від своїх замовників і колег.[8]